# Kanton Savines-le-Lac
Der Kanton Savines-le-Lac war bis 2015 ein französischer Wahlkreis im Arrondissement Gap, im Département Hautes-Alpes und in der Region Provence-Alpes-Côte d’Azur. Er umfasste sechs Gemeinden, sein Hauptort (frz.: chef-lieu) war Savines-le-Lac. Die landesweiten Änderungen in der Zusammensetzung der Kantone brachten im März 2015 seine Auflösung. Vertreter im conseil général des Départements war zuletzt Victor Berenguel.

## Gemeinden
- Puy-Saint-Eusèbe
- Puy-Sanières
- Réallon
- Saint-Apollinaire
- Le Sauze-du-Lac
- Savines-le-Lac